# Xanthorhoe bigeminata
Xanthorhoe bigeminata là một loài bướm đêm trong họ Geometridae.